# Reserva Laguna Negra
La Reserva Laguna Negra (français : réserve de la Laguna Negra) est une zone naturelle protégée située dans la province de Terre de Feu, en Argentine, située au nord-est du lac Fagnano.

## Histoire
La réserve est créée le 5 décembre 2003 par la loi provinciale no 599 en tant que « réserve provinciale à usages multiples ». Elle fait partie du Sistema Provincial de Áreas Naturales Protegidas (SPANP) établi par la loi provinciale no 272 en 1996, qui comprend six zones naturelles protégées pour la conservation des écosystèmes dans la province,.
En 2010, elle risquait d'être supprimée en tant que réserve naturelle afin d'étendre la zone urbaine de la municipalité de Tolhuin, selon un projet présenté par un législateur, mais l'initiative n'a pas été couronnée de succès. L'InFueTur (Instituto Fueguino de Turismo), la Fundación Vida Silvestre, la Fundación Ambiente y Recursos Naturales (FARN) et la Fundación para la Conservación y el Uso Sustentable de los Humedales (Fundación Humedales) ont exprimé leur opposition par le biais de lettres envoyées aux législateurs,,.